# Noda Akemi
Noda Akemi (野田 朱美; Hepburn: Noda Akemi) (Komae, 1969. október 13. –) japán válogatott labdarúgó.

## Klub
A labdarúgást a Yomiuri-Seiyu Beleza csapatában kezdte. 1982 és 1994 között a Yomiuri-Seiyu Beleza csapatában játszott. 1990-ben a liga legértékesebb játékosának választották. 92 bajnoki mérkőzésen lépett pályára és 67 gólt szerzett. 1995-ben a Takarazuka Bunnys csapatához szerződött. 1996-ban vonult vissza.

## Nemzeti válogatott
1984-ben debütált a japán válogatottban. A japán válogatott tagjaként részt vett az 1991-es, az 1995-ös világbajnokságon és az 1996. évi nyári olimpiai játékokon. A japán válogatottban 76 mérkőzést játszott.

## Statisztika
| Japán válogatott | Japán válogatott | Japán válogatott |
| Időszak          | Mérk.            | gól              |
| ---------------- | ---------------- | ---------------- |
| 1984             | 1                | 0                |
| 1985             | 0                | 0                |
| 1986             | 12               | 2                |
| 1987             | 4                | 0                |
| 1988             | 3                | 0                |
| 1989             | 7                | 1                |
| 1990             | 7                | 2                |
| 1991             | 13               | 7                |
| 1992             | 0                | 0                |
| 1993             | 4                | 0                |
| 1994             | 6                | 3                |
| 1995             | 9                | 8                |
| 1996             | 10               | 1                |
| Összesen         | 76               | 24               |

## Sikerei, díjai
Japán válogatott
- Ázsia-kupa:  Ezüst; 1986, 1991, 1995,  Bronz; 1989, 1993

Klub
- Japán bajnokság: 1990, 1991, 1992, 1993

Egyéni
- Az év Japán játékosa: 1990
- Az év Japán csapatában: 1989, 1990, 1991, 1993, 1994